# Vîdumka, Korostîșiv
Vîdumka (în ucraineană Видумка) este un sat în comuna Kropîvnea din raionul Korostîșiv, regiunea Jîtomîr, Ucraina.

## Demografie
Componența lingvistică a localității Vîdumka
     Ucraineană (100%)
Conform recensământului din 2001, toată populația localității Vîdumka era vorbitoare de ucraineană (100%).